# RAINY BLUE (Luis-Maryの曲)
「RAINY BLUE」（レイニー・ブルー）は、1991年11月にリリースされたLuis-Maryのメジャー・デビュー通算2枚目のシングルである。発売元は日本クラウン。

## 解説
前作「Lainy Blue」の同名異句シングル。メジャー・デビュー・アルバム『DAMAGE』からのAB両面リカットシングル。

## 収録曲
1. RAINY BLUE
  - 作詞：西川貴教
  - 作曲：西川貴教／丸山武久
2. 〜Beloved〜
  - 作詞：西川貴教
  - 作曲：西川貴教／山下善次